# 1. Volleyball Bundesliga Masculina de 2022–23
A 1. Volleyball Bundesliga Masculina de 2022–23 foi 30.ª edição da primeira divisão do campeonato alemão de voleibol, competição esta organizada pela Volleyball-Bundesliga sob a égide da Federação Alemã de Voleibol (em alemão:  Deutsche Volleyball-Verband, DVV). O torneio teve início no dia 8 de outubro de 2022 e estendeu-se até 6 de maio de 2023. Esta edição contou com a participação de 9 equipes alemães.
O Berlin Recycling Volleys conquistou seu sétimo título consecutivo e décimo terceiro título geral do campeonato ao derrotar o VfB Friedrichshafen nas três primeiras partidas da série melhor de cinco, igualando o recorde de títulos do campeonato, que agora é compartilhado entre os dois clubes. O levantador alemão Johannes Tille foi eleito o melhor jogador da competição.

## Regulamento

### Fase classificatória
A fase classificatória foi disputada por nove equipes em dois turnos. Em cada turno, todos os times jogaram entre si uma única vez. Os jogos do segundo turno foram realizados na mesma ordem do primeiro, apenas com o mando de quadra invertido.

### Rodada intermediária
Devido ao número reduzido de equipes nesta edição, houve uma rodada intermediária adicional antes dos playoffs de 4 de fevereiro a 19 de março de 2023, na qual dois grupos foram formados. As quatro melhores equipes da fase classificatória jogaram no grupo A, enquanto que no grupo B jogaram as colocadas do quinto ao nono lugar. Em ambos os grupos houve disputas em dois turnos. A equipe juvenil-federal do VC Olympia Berlin competiu com um direito de jogo especial e não participou dos playoffs.
Os pontos da fase classificatória foram cancelados antes da rodada intermediária, mas as equipes receberam pontos com base na sua posição na fase classificatória. Critérios de pontuação:
- 1º e 6º colocados: 8 pontos
- 2º e 7º colocados: 6 pontos
- 3º e 8º colocados: 4 pontos
- 4º e 9º colocados: 2 pontos
- 5º colocado: 10 pontos

### Playoffs
Os jogos da fase dos playoffs ocorreram de 25 de março a 13 de maio de 2023. Foi composta por: quartas de final, semifinais (ambas no sistema "melhor de três jogos") e final (no sistema "melhor de cinco jogos").
Devido a participação dos clubes alemães nas rodadas finais das competições continentais da Confederação Europeia de Voleibol (CEV), as semifinais da fase dos playoffs foram definidas para o modo "melhor de cinco". A decisão sobre isso ocorreu até o dia 15 de março de 2023.
Também não houve rebaixamentos na 1. Volleyball Bundesliga na temporada 2022–23. 
Para a temporada 2023–24, os dois campeões da 2. Volleyball Bundesliga foram promovidos à 1. Volleyball Bundesliga.

## Equipes participantes
Equipes que disputaram a 1. Volleyball Bundesliga Masculina de 2022–23:
| Equipe                                 | Cidade              | Temporada 2021–22                   | BER DÜR FRI GIE UNT HER LÜN NKW VCOLocalidade dos clubes que disputam a 1. Volleyball Bundesliga de 2022–23. |
| Berlin Recycling Volleys               | Berlim              | Campeão                             | BER DÜR FRI GIE UNT HER LÜN NKW VCOLocalidade dos clubes que disputam a 1. Volleyball Bundesliga de 2022–23. |
| VfB Friedrichshafen                    | Friedrichshafen     | Vice-campeão                        | BER DÜR FRI GIE UNT HER LÜN NKW VCOLocalidade dos clubes que disputam a 1. Volleyball Bundesliga de 2022–23. |
| SWD Powervolleys Düren                 | Düren               | 3.º colocado                        | BER DÜR FRI GIE UNT HER LÜN NKW VCOLocalidade dos clubes que disputam a 1. Volleyball Bundesliga de 2022–23. |
| SVG Lüneburg                           | Luneburgo           | 5.º colocado                        | BER DÜR FRI GIE UNT HER LÜN NKW VCOLocalidade dos clubes que disputam a 1. Volleyball Bundesliga de 2022–23. |
| Energiequelle Netzhoppers KW-Bestensee | Königs Wusterhausen | 6.º colocado                        | BER DÜR FRI GIE UNT HER LÜN NKW VCOLocalidade dos clubes que disputam a 1. Volleyball Bundesliga de 2022–23. |
| Helios Grizzlies Giesen                | Giesen              | 8.º colocado                        | BER DÜR FRI GIE UNT HER LÜN NKW VCOLocalidade dos clubes que disputam a 1. Volleyball Bundesliga de 2022–23. |
| TSV Haching München                    | Unterhaching        | 9.º colocado                        | BER DÜR FRI GIE UNT HER LÜN NKW VCOLocalidade dos clubes que disputam a 1. Volleyball Bundesliga de 2022–23. |
| WWK Volleys Herrsching                 | Herrsching          | 7.º colocado                        | BER DÜR FRI GIE UNT HER LÜN NKW VCOLocalidade dos clubes que disputam a 1. Volleyball Bundesliga de 2022–23. |
| VC Olympia Berlin                      | Berlim              | 13.º colocado na 2. Bundesliga Nord | BER DÜR FRI GIE UNT HER LÜN NKW VCOLocalidade dos clubes que disputam a 1. Volleyball Bundesliga de 2022–23. |

Observações:
- A equipe juvenil-federal do VC Olympia Berlin competiu com um direito de jogo especial e não participará dos playoffs.[4]
- A equipe do United Volleys Frankfurt, devido a problemas financeiros, não obteve licença para disputar a 1. Volleyball Bundesliga de 2022–23.[5][6]

## Fase classificatória

### Classificação
- Vitória por 3–0 ou 3–1: 3 pontos para o vencedor;
- Vitória por 3–2: 2 pontos para o vencedor e 1 ponto para o perdedor.
- Não comparecimento, a equipe perde 3 pontos.
- Em caso de igualdade por pontos, os seguintes critérios servem como desempate: número de vitórias, média de sets e média de pontos.

|  | Classificado para o Grupo A |
|  | Classificado para o Grupo B |

|     |                                        |     | Jogos | Jogos | Jogos | Resultados | Resultados | Resultados | Resultados | Resultados | Resultados | Sets | Sets | Sets  | Pontos | Pontos | Pontos |
| Pos | Equipe                                 | Pts | T     | V     | D     | 3–0        | 3–1        | 3–2        | 2–3        | 1–3        | 0–3        | V    | P    | R     | V      | P      | R      |
| --- | -------------------------------------- | --- | ----- | ----- | ----- | ---------- | ---------- | ---------- | ---------- | ---------- | ---------- | ---- | ---- | ----- | ------ | ------ | ------ |
| 1   | Berlin Recycling Volleys               | 43  | 16    | 14    | 2     | 8          | 6          | 0          | 1          | 0          | 1          | 44   | 12   | 3.667 | 0      | 0      | MAX    |
| 2   | VfB Friedrichshafen                    | 38  | 16    | 14    | 2     | 8          | 2          | 4          | 0          | 2          | 0          | 44   | 16   | 2.750 | 0      | 0      | MAX    |
| 3   | SVG Lüneburg                           | 34  | 16    | 11    | 5     | 7          | 3          | 1          | 2          | 3          | 0          | 40   | 20   | 2,000 | 0      | 0      | MAX    |
| 4   | SWD Powervolleys Düren                 | 29  | 16    | 10    | 6     | 5          | 3          | 2          | 1          | 4          | 1          | 36   | 25   | 1.440 | 0      | 0      | MAX    |
| 5   | Helios Grizzlies Giesen                | 28  | 16    | 9     | 7     | 5          | 3          | 1          | 2          | 3          | 2          | 34   | 26   | 1.308 | 0      | 0      | MAX    |
| 6   | WWK Volleys Herrsching                 | 25  | 16    | 8     | 8     | 2          | 6          | 0          | 1          | 1          | 6          | 27   | 30   | 0.900 | 0      | 0      | MAX    |
| 7   | Energiequelle Netzhoppers KW-Bestensee | 10  | 16    | 3     | 13    | 2          | 0          | 1          | 2          | 6          | 5          | 19   | 41   | 0.463 | 0      | 0      | MAX    |
| 8   | TSV Haching München                    | 9   | 16    | 3     | 13    | 2          | 0          | 1          | 1          | 3          | 9          | 14   | 41   | 0.341 | 0      | 0      | MAX    |
| 9   | VC Olympia Berlin                      | 0   | 16    | 0     | 16    | 0          | 0          | 0          | 0          | 1          | 15         | 1    | 48   | 0.021 | 0      | 0      | MAX    |

### Resultados
| Mandante \ Visitante                   | BER | DÜR | FRI | GIE | UNT | HER | NKW | LÜN | VCO |
| -------------------------------------- | --- | --- | --- | --- | --- | --- | --- | --- | --- |
| Berlin Recycling Volleys               | —   | 3–1 | 3–1 | 3–0 | 3–0 | 3–0 | 3–0 | 3–1 | 3–0 |
| SWD Powervolleys Düren                 | 1–3 | —   | 2–3 | 3–1 | 3–0 | 3–0 | 3–0 | 1–3 | 3–0 |
| VfB Friedrichshafen                    | 3–2 | 3–0 | —   | 3–1 | 3–0 | 1–3 | 3–0 | 3–1 | 3–0 |
| Helios Grizzlies Giesen                | 3–0 | 2–3 | 2–3 | —   | 3–0 | 3–1 | 3–1 | 0–3 | 3–0 |
| TSV Haching München                    | 0–3 | 1–3 | 0–3 | 1–3 | —   | 0–3 | 3–2 | 0–3 | 3–0 |
| WWK Volleys Herrsching                 | 0–3 | 3–1 | 0–3 | 0–3 | 3–1 | —   | 3–1 | 0–3 | 3–0 |
| Energiequelle Netzhoppers KW-Bestensee | 1–3 | 1–3 | 0–3 | 2–3 | 3–2 | 1–3 | —   | 0–3 | 3–0 |
| SVG Lüneburg                           | 1–3 | 2–3 | 2–3 | 3–1 | 3–0 | 3–2 | 3–1 | —   | 3–0 |
| VC Olympia Berlin                      | 0–3 | 0–3 | 0–3 | 0–3 | 0–3 | 1–3 | 0–3 | 0–3 | —   |

## Rodada intermediária
| Grupo A                  | BER | DÜR | FRI | LÜN |
| ------------------------ | --- | --- | --- | --- |
| Berlin Recycling Volleys | —   | 3–0 | 3–0 | 3–0 |
| SWD Powervolleys Düren   | 1–3 | —   | 3–1 | 3–1 |
| VfB Friedrichshafen      | 3–1 | 1–3 | —   | 1–3 |
| SVG Lüneburg             | 3–0 | 3–1 | 1–3 | —   |

| Pos. | Equipe                   | Jogos | Pts | Vit | Sets  |
| ---- | ------------------------ | ----- | --- | --- | ----- |
| 1.   | Berlin Recycling Volleys | 6     | 20  | 4   | 13:7  |
| 2.   | SVG Lüneburg             | 6     | 13  | 3   | 11:11 |
| 3.   | VfB Friedrichshafen      | 6     | 12  | 2   | 9:14  |
| 4.   | SWD Powervolleys Düren   | 6     | 11  | 3   | 11:12 |

| Grupo B                                | GIE | UNT | HER | NKW | VCO |
| -------------------------------------- | --- | --- | --- | --- | --- |
| Helios Grizzlies Giesen                | —   | 3–0 | 2–3 | 3–0 | *   |
| TSV Haching München                    | 0–3 | —   | 0–3 | 0–3 | *   |
| WWK Volleys Herrsching                 | 3–0 | 3–1 | —   | 2–3 | *   |
| Energiequelle Netzhoppers KW-Bestensee | 0–3 | 3–1 | 1–3 | —   | *   |
| VC Olympia Berlin                      | 0–3 | 0–3 | 0–3 | 1–3 | —   |

| Pos. | Equipe                                 | Jogos | Pts | Vit | Sets  |
| ---- | -------------------------------------- | ----- | --- | --- | ----- |
| 1.   | WWK Volleys Herrsching                 | 7     | 26  | 6   | 20:7  |
| 2.   | Helios Grizzlies Giesen                | 7     | 26  | 5   | 17:6  |
| 3.   | Energiequelle Netzhoppers KW-Bestensee | 7     | 17  | 4   | 13:13 |
| 4.   | TSV Haching München                    | 7     | 7   | 1   | 5:18  |
| 5.   | VC Olympia Berlin                      | 4     | 2   | 0   | 1:12  |

## Playoffs
|  | Quartas de final                       | Quartas de final                       | Quartas de final                       | Quartas de final | Quartas de final | Quartas de final         |                     |   | Semifinais | Semifinais | Semifinais | Semifinais | Semifinais | Semifinais |  |  | Final | Final | Final | Final | Final | Final |
|  |                                        |                                        |                                        |                  |                  |                          |                     |   |            |            |            |            |            |            |  |  |       |       |       |       |       |       |
|  |                                        |                                        |                                        |                  |                  |                          |                     |   |            |            |            |            |            |            |  |  |       |       |       |       |       |       |
|  |                                        |                                        |                                        |                  |                  |                          |                     |   |            |            |            |            |            |            |  |  |       |       |       |       |       |       |
|  | Berlin Recycling Volleys               | Berlin Recycling Volleys               | Berlin Recycling Volleys               | 3                | 3                |                          |                     |   |            |            |            |            |            |            |  |  |       |       |       |       |       |       |
|  | Berlin Recycling Volleys               | Berlin Recycling Volleys               | Berlin Recycling Volleys               | 3                | 3                |                          |                     |   |            |            |            |            |            |            |  |  |       |       |       |       |       |       |
|  | TSV Haching München                    | TSV Haching München                    | TSV Haching München                    | 0                | 0                |                          |                     |   |            |            |            |            |            |            |  |  |       |       |       |       |       |       |
|  | TSV Haching München                    | TSV Haching München                    | TSV Haching München                    | 0                | 0                | Berlin Recycling Volleys | 3                   | 3 | 3          |            |            |            |            |            |  |  |       |       |       |       |       |       |
|  |                                        |                                        |                                        |                  |                  |                          | 3                   | 3 | 3          |            |            |            |            |            |  |  |       |       |       |       |       |       |
|  |                                        | SWD Powervolleys Düren                 | 1                                      | 1                | 1                |                          |                     |   |            |            |            |            |            |            |  |  |       |       |       |       |       |       |
|  | SWD Powervolleys Düren                 | SWD Powervolleys Düren                 | SWD Powervolleys Düren                 | 1                | 1                | 3                        | 3                   |   |            |            |            |            |            |            |  |  |       |       |       |       |       |       |
|  | SWD Powervolleys Düren                 | SWD Powervolleys Düren                 | SWD Powervolleys Düren                 |                  |                  |                          |                     |   |            |            |            |            |            |            |  |  |       |       |       |       |       |       |
|  | WWK Volleys Herrsching                 | WWK Volleys Herrsching                 | WWK Volleys Herrsching                 | 1                | 0                |                          |                     |   |            |            |            |            |            |            |  |  |       |       |       |       |       |       |
|  | WWK Volleys Herrsching                 | WWK Volleys Herrsching                 | WWK Volleys Herrsching                 | 1                | 0                | Berlin Recycling Volleys | 3                   | 3 | 3          |            |            |            |            |            |  |  |       |       |       |       |       |       |
|  |                                        |                                        |                                        |                  |                  |                          | 3                   | 3 | 3          |            |            |            |            |            |  |  |       |       |       |       |       |       |
|  |                                        | VfB Friedrichshafen                    | 1                                      | 0                | 1                |                          |                     |   |            |            |            |            |            |            |  |  |       |       |       |       |       |       |
|  | VfB Friedrichshafen                    | VfB Friedrichshafen                    | VfB Friedrichshafen                    | 0                | 1                | 2                        | 3                   | 3 |            |            |            |            |            |            |  |  |       |       |       |       |       |       |
|  | VfB Friedrichshafen                    | VfB Friedrichshafen                    | VfB Friedrichshafen                    |                  |                  |                          |                     |   |            |            |            |            |            |            |  |  |       |       |       |       |       |       |
|  | Helios Grizzlies Giesen                | Helios Grizzlies Giesen                | Helios Grizzlies Giesen                | 3                | 1                | 2                        |                     |   |            |            |            |            |            |            |  |  |       |       |       |       |       |       |
|  | Helios Grizzlies Giesen                | Helios Grizzlies Giesen                | Helios Grizzlies Giesen                | 3                | 1                | 2                        | VfB Friedrichshafen | 3 | 3          | 0          | 3          |            |            |            |  |  |       |       |       |       |       |       |
|  |                                        |                                        |                                        |                  |                  |                          | VfB Friedrichshafen | 3 | 3          | 0          | 3          |            |            |            |  |  |       |       |       |       |       |       |
|  |                                        | SVG Lüneburg                           | 2                                      | 0                | 3                | 1                        |                     |   |            |            |            |            |            |            |  |  |       |       |       |       |       |       |
|  | SVG Lüneburg                           | SVG Lüneburg                           | SVG Lüneburg                           | 0                | 3                | 1                        | 3                   | 3 |            |            |            |            |            |            |  |  |       |       |       |       |       |       |
|  | SVG Lüneburg                           | SVG Lüneburg                           | SVG Lüneburg                           |                  |                  |                          |                     |   |            |            |            |            |            |            |  |  |       |       |       |       |       |       |
|  | Energiequelle Netzhoppers KW-Bestensee | Energiequelle Netzhoppers KW-Bestensee | Energiequelle Netzhoppers KW-Bestensee | 1                | 1                |                          |                     |   |            |            |            |            |            |            |  |  |       |       |       |       |       |       |
|  | Energiequelle Netzhoppers KW-Bestensee | Energiequelle Netzhoppers KW-Bestensee | Energiequelle Netzhoppers KW-Bestensee | 1                | 1                |                          |                     |   |            |            |            |            |            |            |  |  |       |       |       |       |       |       |

- Todas as partidas seguem o horário local.

### Quartas de final
| Data    | Hora    |                                        | Placar  |                                        | Set 1   | Set 2   | Set 3   | Set 4   | Set 5   | Total   | Relatório |
| A1 x B4 | A1 x B4 | A1 x B4                                | A1 x B4 | A1 x B4                                | A1 x B4 | A1 x B4 | A1 x B4 | A1 x B4 | A1 x B4 | A1 x B4 | A1 x B4   |
| ------- | ------- | -------------------------------------- | ------- | -------------------------------------- | ------- | ------- | ------- | ------- | ------- | ------- | --------- |
| 25 mar  | 20:00   | Berlin Recycling Volleys               | 3–0     | TSV Haching München                    | 25–16   | 25–19   | 25–10   |         |         | 75–45   | Relatório |
| 2 abr   | 17:30   | TSV Haching München                    | 0–3     | Berlin Recycling Volleys               | 18–25   | 20–25   | 13–25   |         |         | 51–75   | Relatório |
| A2 x B3 |         |                                        |         |                                        |         |         |         |         |         |         |           |
| 25 mar  | 17:30   | SVG Lüneburg                           | 3–1     | Energiequelle Netzhoppers KW-Bestensee | 25–14   | 25–14   | 21–25   | 25–22   |         | 96–75   | Relatório |
| 2 abr   | 15:00   | Energiequelle Netzhoppers KW-Bestensee | 1–3     | SVG Lüneburg                           | 19–25   | 25–19   | 21–25   | 27–29   |         | 92–98   | Relatório |
| A3 x B2 |         |                                        |         |                                        |         |         |         |         |         |         |           |
| 26 mar  | 17:30   | VfB Friedrichshafen                    | 2–3     | Helios Grizzlies Giesen                | 20–25   | 23–25   | 25–13   | 25–23   | 7–15    | 100–101 | Relatório |
| 1 abr   | 17:30   | Helios Grizzlies Giesen                | 1–3     | VfB Friedrichshafen                    | 25–27   | 25–21   | 18–25   | 23–25   |         | 91–98   | Relatório |
| 8 abr   | 20:00   | VfB Friedrichshafen                    | 3–2     | Helios Grizzlies Giesen                | 25–27   | 25–23   | 20–25   | 25–14   | 15–10   | 110–99  | Relatório |
| A4 x B1 |         |                                        |         |                                        |         |         |         |         |         |         |           |
| 26 mar  | 15:00   | SWD Powervolleys Düren                 | 3–1     | WWK Volleys Herrsching                 | 23–25   | 25–17   | 25–21   | 25–21   |         | 98–84   | Relatório |
| 4 abr   | 20:00   | WWK Volleys Herrsching                 | 0–3     | SWD Powervolleys Düren                 | 18–25   | 27–29   | 21–25   |         |         | 66–79   | Relatório |

### Semifinais
| Data    | Hora    |                          | Placar  |                          | Set 1   | Set 2   | Set 3   | Set 4   | Set 5   | Total   | Relatório |
| A1 x A4 | A1 x A4 | A1 x A4                  | A1 x A4 | A1 x A4                  | A1 x A4 | A1 x A4 | A1 x A4 | A1 x A4 | A1 x A4 | A1 x A4 | A1 x A4   |
| ------- | ------- | ------------------------ | ------- | ------------------------ | ------- | ------- | ------- | ------- | ------- | ------- | --------- |
| 12 abr  | 19:45   | Berlin Recycling Volleys | 3–1     | SWD Powervolleys Düren   | 16–25   | 25–17   | 25–23   | 25–22   |         | 91–87   | Relatório |
| 15 abr  | 19:30   | SWD Powervolleys Düren   | 1–3     | Berlin Recycling Volleys | 20–25   | 20–25   | 25–19   | 22–25   |         | 87–94   | Relatório |
| 19 abr  | 19:45   | Berlin Recycling Volleys | 3–1     | SWD Powervolleys Düren   | 25–22   | 25–19   | 16–25   | 25–13   |         | 91–79   | Relatório |
| A2 x A3 |         |                          |         |                          |         |         |         |         |         |         |           |
| 12 abr  | 19:00   | SVG Lüneburg             | 2–3     | VfB Friedrichshafen      | 20–25   | 25–17   | 21–25   | 25–19   | 12–15   | 103–101 | Relatório |
| 16 abr  | 17:30   | VfB Friedrichshafen      | 3–0     | SVG Lüneburg             | 25–22   | 25–23   | 25–23   |         |         | 75–68   | Relatório |
| 19 abr  | 19:00   | SVG Lüneburg             | 3–0     | VfB Friedrichshafen      | 25–23   | 25–19   | 25–23   |         |         | 75–65   | Relatório |
| 23 abr  | 17:30   | VfB Friedrichshafen      | 3–1     | SVG Lüneburg             | 25–20   | 22–25   | 25–17   | 25–22   |         | 97–84   | Relatório |

### Final
| Data  | Hora  |                          | Placar |                          | Set 1 | Set 2 | Set 3 | Set 4 | Set 5 | Total  | Relatório |
| ----- | ----- | ------------------------ | ------ | ------------------------ | ----- | ----- | ----- | ----- | ----- | ------ | --------- |
| 1 mai | 18:00 | Berlin Recycling Volleys | 3–1    | VfB Friedrichshafen      | 25–21 | 25–22 | 28–30 | 25–19 |       | 103–92 | Relatório |
| 4 mai | 20:00 | VfB Friedrichshafen      | 0–3    | Berlin Recycling Volleys | 18–25 | 11–25 | 16–25 |       |       | 45–75  | Relatório |
| 6 mai | 20:00 | Berlin Recycling Volleys | 3–1    | VfB Friedrichshafen      | 25–18 | 25–18 | 16–25 | 27–25 |       | 93–86  | Relatório |

## Classificação final
| Posição           | Equipe                                 | Classificação                       |
| ----------------- | -------------------------------------- | ----------------------------------- |
| Medalha de ouro   | Berlin Recycling Volleys               | Liga dos Campeões de 2023–24        |
| Medalha de prata  | VfB Friedrichshafen                    | Liga dos Campeões de 2023–24        |
| Medalha de bronze | SVG Lüneburg                           | Liga dos Campeões de 2023–24        |
| 4                 | SWD Powervolleys Düren                 | Taça CEV de 2023–24                 |
| 5                 | Helios Grizzlies Giesen                | 1. Volleyball Bundesliga de 2023–24 |
| 6                 | WWK Volleys Herrsching                 | 1. Volleyball Bundesliga de 2023–24 |
| 7                 | Energiequelle Netzhoppers KW-Bestensee | 1. Volleyball Bundesliga de 2023–24 |
| 8                 | TSV Haching München                    | 1. Volleyball Bundesliga de 2023–24 |
| 9                 | VC Olympia Berlin                      | 1. Volleyball Bundesliga de 2023–24 |

## Premiação
| 1. Volleyball Bundesliga de 2022–23            |
| Berlim                                         |
| ---------------------------------------------- |
| Berlin Recycling Volleys Campeão (13.º título) |